# The God Squad
The God Squad (Engels voor de brigade van God) is een enigszins schertsende benaming voor een groep christelijke minimalistische 20e-eeuwse componisten.
Ze keerden zich af van de abstracte, zeer gesystematiseerde procedures van de bestaande avant garde, die naar hun mening te onpersoonlijke en intellectualistische muziek maakte. Hun werken drukken vaak diepe emoties uit en hebben diepe religieuze wortels. Hun muziek kwam op in de jaren 1970 en de tijd van het postmodernisme.
Over het algemeen worden de Engelsman John Tavener, de Pool Henryk Górecki (onder andere bekend van zijn derde symfonie, Symfonie van treurliederen) en de Est Arvo Pärt hiertoe gerekend.

## Andere componisten
- Sofia Goebajdoelina
- Urmas Sisask
- Alan Hovhaness
- Hans Otte
- Pēteris Vasks
- Gia Kantsjeli
- Vladimir Godár